# Prémio Arco-íris
Os Prémios Arco-íris são prémios atribuídos anualmente pela Associação ILGA Portugal como forma de reconhecimento e incentivo a personalidades e a instituições que, com o seu trabalho, se distinguiram na luta contra a discriminação em função da orientação sexual, identidade ou expressão de género e características sexuais, como a homo, trans e bifobia, e o intersexismo, contribuindo assim para a afirmação dos direitos das pessoas LGBTI em Portugal.

## Edições

### 2018
A cerimónia decorreu a 12 de janeiro de 2019, no Estúdio Time Out - Mercado da Ribeira e foi apresentada por Rita Ferro Rodrigues e Rui Maria Pêgo. Os troféus foram entregues a:
- RTP - Rádio e Televisão de Portugal
- Campanha #respectbattles da Associação Portuguesa de Apoio à Vítima (APAV)
- Documentário "Até que o Porno nos Separe" de Jorge Pelicano
- Carolina Reis, jornalista
- Coming out de Célio Dias, Sandra Cunha, Adolfo Mesquita Nunes, Gabriela Sobral e Inês Herédia
- Partidos e deputada pela igualdade: PS, BE, PCP, PEV, PAN e Deputada Teresa Leal Coelho

### 2017
A cerimónia decorreu em 13 de janeiro de 2018, no Estúdio Time Out - Mercado da Ribeira, tendo sido apresentada por Rita Ferro Rodrigues e Joana Barrios. Os troféus foram entregues a:
- Graça Fonseca, Secretária de Estado da Modernização Administrativa
- Revista Cristina
- Igualdade na Cultura: Fundação Calouste Gulbenkian e Museu Nacional de Arte Contemporânea
- Boas-práticas na Saúde: Ordem dos Psicólogos Portugueses e Zélia Figueiredo, médica psiquiatra
- Rita Porto, jornalista
- Catarina Marcelino, Secretária de Estado para a Cidadania e a Igualdade
- Prémio @rede ex aequo: Grupo de Estudantes da Escola Secundária de Vagos

### 2016
A cerimónia decorreu em 14 de janeiro de 2017, no Estúdio Time Out - Mercado da Ribeira, tendo sido apresentada por Rita Ferro Rodrigues. Os troféus foram entregues a:
- Catarina Marques Rodrigues, jornalista pelo artigo A vida no Colégio Militar: “Parece um Big Brother”
- TAP e Lush pelas boas práticas empresariais
- Programa “E se fosse consigo?” de Conceição Lino e música de Carlão & Boss AC
- Rui Maria Pêgo, apresentador
- Filme Jogo de Damas de Patrícia Sequeira
- Fim da Discriminação no Acesso à Procriação Medicamente Assistida pela Assembleia da República

### 2015
A cerimónia decorreu em 9 de Janeiro de 2016, no Maxime Sur Mer, Cais do Sodré, tendo sido apresentada por Ricardo Araújo Pereira e com participação musical de Isaura e Natasha Semmynova.
 Os troféus foram entregues a:
- Susana Bento Ramos, jornalista do programa Repórter TVI pela reportagem "Fronteira da Hipocrisia"
- Gender Trouble  - ciclo de debates, espectáculos, intervenções artísticas e workshops no Teatro Municipal Maria Matos
- Lorenzo e Pedro, casal que se tornou um fenómeno do Youtube trazendo visibilidade para o espaço público na luta contra o preconceito em função da orientação sexual
- Associação Nacional de Estudantes de Medicina / Centro Educativo da Bela Vista pelo trabalho de sensibilização e promoção em ações de formação a nível nacional sobre discriminação com base na identidade de género
- A Tarde É Sua - com apresentação de Fátima Lopes, pela visibilidade dada sobre o acesso a cuidados de saúde para transexuais e da discriminação no acesso às técnicas de procriação medicamente assistida e na adoção.
- Maria Capaz - plataforma online criada por Rita Ferro Rodrigues e Iva Domingues que deu espaço e impacto às vozes de muitas mulheres, aliando também a luta contra a discriminação das pessoas LGBT e pela igualdade de género.

### 2014
A cerimónia decorreu em 10 de Janeiro de 2015, no Teatro do Bairro, tendo sido apresentada por Ricardo Araújo Pereira e com participação musical de David Fonseca.
 Os troféus criados por Susana Mendes Silva foram entregues a:
- Instituto de Apoio à Criança e UNICEF Portugal
- "Gisberta", peça de teatro da autoria de Eduardo Gaspar
- Município de Lisboa
- Daniela Mercury
- Conselho Português para os Refugiados
- António Simões, líder do HSBC no Reino Unido

### 2013
A cerimónia decorreu em 11 de Janeiro de 2014, no Teatro do Bairro, tendo sido apresentada por Ricardo Araújo Pereira e com participação musical de Lena D'Água.
 Os prémios foram atribuídos a:
- Campanha "Dislike Bullying Homofóbico" - Comissão para a Cidadania e Igualdade de Género
- Escola de Polícia Judiciária
- Lourenço Ódin Cunha
- Manuel Luís Goucha
- Pedro Lopes
- SIM à COADOÇÃO - deputados que votaram a favor do projeto de coadoção em casais do mesmo sexo, representados pelos promotores Isabel Moreira e Pedro Delgado Alves.

### 2012
A cerimónia decorreu em 19 de Janeiro de 2013, no Ritz Clube, tendo sido apresentada por Ricardo Araújo Pereira.
 Os prémios foram atribuídos a:
- Blaya (vocalista Buraka Som Sistema)
- Cândida Pinto “Momentos De Mudança: Ivo E Hélder – O Casamento” (SIC)
- “A Bailarina Vai Às Compras”: ENTREtanto TEATRO e Agência para a vida Local da Câmara Municipal de Valongo
- "Maternidade" (RTP) SP Televisão
- Richard Zimler
- Tribunal de Família e Menores do Barreiro

### 2011
A cerimónia de entrega dos Prémios Arco-íris 2011 aconteceu no dia 11 de janeiro de 2012, no Cinema São Jorge, em Lisboa, contando com as atuações dos Clã e The Gift, numa cerimónia conduzida por Ricardo Araújo Pereira.
 Os prémios foram atribuídos a:
- Ana Zanatti[12]
- Clã
- GRAL (Gabinete de Resolução Alternativa de Litígios do Ministério da Justiça)
- Luís Borges, modelo
- Nuno Miguel Ropio, jornalista
- "Querida Júlia"

### 2010
Os prémios foram atribuídos a:
- Bruno Nogueira
- Cristiano Ronaldo
- Filipe La Feria, A Gaiola das Loucas
- Filipa Gonçalves, "Obviamente Mulher"
- Partidos políticos pela Igualdade (PS, PCP, Os Verdes, BE)

### 2009
Os prémios foram atribuídos a:
- São José Almeida
- Ricardo Araújo Pereira[15]
- Rapazes nus a cantar
- Equipa do sim do programa Prós e Contras

### 2008
Os prémios foram atribuídos a:
- Revista Com'out
- Fernanda Câncio
- Rádio Clube Português
- Solange F.

### 2007
Os prémios foram atribuídos a:
- A Outra Margem (Luís Filipe Rocha, Realizador)
- As Tardes da Júlia
- Elza Pais, cordenadora da Estrutura de Missão para o Ano Europeu da Igualdade de Oportunidades para Tod@
- Francisco Pinto Balsemão, presidente do Conselho de Administração do Grupo Impresa
- Pedro Abrunhosa, músico

### 2006
Os prémios foram atribuídos a:
- "Aqui não há quem viva", Teresa Guilherme Produções
- "Laramie", Teatro Municipal Maria Matos (Diogo Infante, Direcção Artística)
- Luís Grave Rodrigues, Helena Paixão e Teresa Pires pela primeira tentativa de casamento entre pessoas do mesmo sexo em Portugal
- São José Almeida
- Prémio Arco-Íris Instituição: Unidade de Missão para a Reforma Penal

### 2005
Os prémios foram atribuídos a:
- Fernanda Câncio
- Júlio Machado Vaz
- Rui Vilhena pela telenovela "Ninguém como tu"
- The Gift
- Prémio Arco-Íris Instituição: W/Portugal

### 2004
Os prémios foram atribuídos a:
- Ana Sá Lopes, jornalista
- Augusto M. Seabra
- Eduardo Prado Coelho
- Prémio Arco-Íris Instituição: Assembleia da República

### 2003
Os prémios foram atribuídos a:
- Ana Marques, apresentadora de televisão
- Gabriela Moita, psicóloga clínica